# Hapalopus
Hapalopus
Hapalopus is een geslacht van spinnen uit de familie vogelspinnen (Theraphosidae).

## Soorten
De volgende soorten zijn bij het geslacht ingedeeld:
- Hapalopus aldanus West, 2000
- Hapalopus aymara Perdomo, Panzera & Pérez-Miles, 2009
- Hapalopus butantan (Pérez-Miles, 1998)
- Hapalopus formosus Ausserer, 1875
- Hapalopus guianensis Caporiacco, 1954
- Hapalopus lesleyae Gabriel, 2011
- Hapalopus nigriventris (Mello-Leitão, 1939)
- Hapalopus nondescriptus Mello-Leitão, 1926
- Hapalopus triseriatus Caporiacco, 1955